# Torralba del Pinar
Torralba del Pinar è un comune spagnolo di 62 abitanti situato nella comunità autonoma Valenciana.